# Fantascienza militare

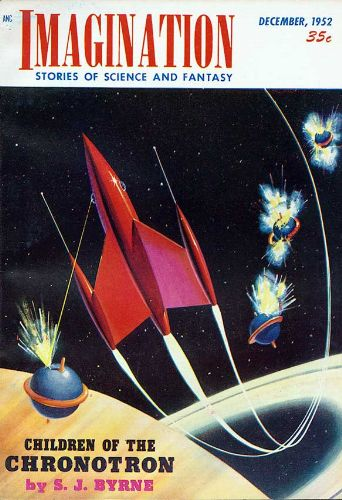
Illustrazione di copertina della rivista Imagination (dicembre 1952), in cui è rappresentata una battaglia spaziale

La fantascienza militare è un sottogenere della fantascienza, in cui l'ambientazione ruota attorno a un conflitto armato interplanetario. Il protagonista è in genere un soldato. La descrizione di tecnologie militari avveniristiche costituisce uno degli ingredienti utilizzati per comunicare al lettore il sense of wonder. Viene talvolta usata anche la definizione di "space opera militare", quando il genere si avvicina agli stilemi della space opera.

## Caratteristiche
Per ovvi motivi, la fantascienza militare tende facilmente (e non sempre a torto) a essere considerata come militarista. Tuttavia, l'atteggiamento dell'autore rispetto al tema dello scontro militare si può in effetti collocare in qualsiasi punto di uno spettro che ha a un estremo una forte enfasi sulla retorica dei valori militari (disciplina, coraggio, amor patrio e così via) e sulla guerra come strumento inevitabile di risoluzione di conflitti insanabili (per esempio umani contro alieni), e all'altro un approccio in cui lo scontro militare viene rappresentato come privo di senso, e spesso inquadrato in un contesto antiutopistico in cui una guerra "eterna ed inutile" serve soprattutto come strumento di controllo delle masse (come già avveniva in opere come 1984 di George Orwell).

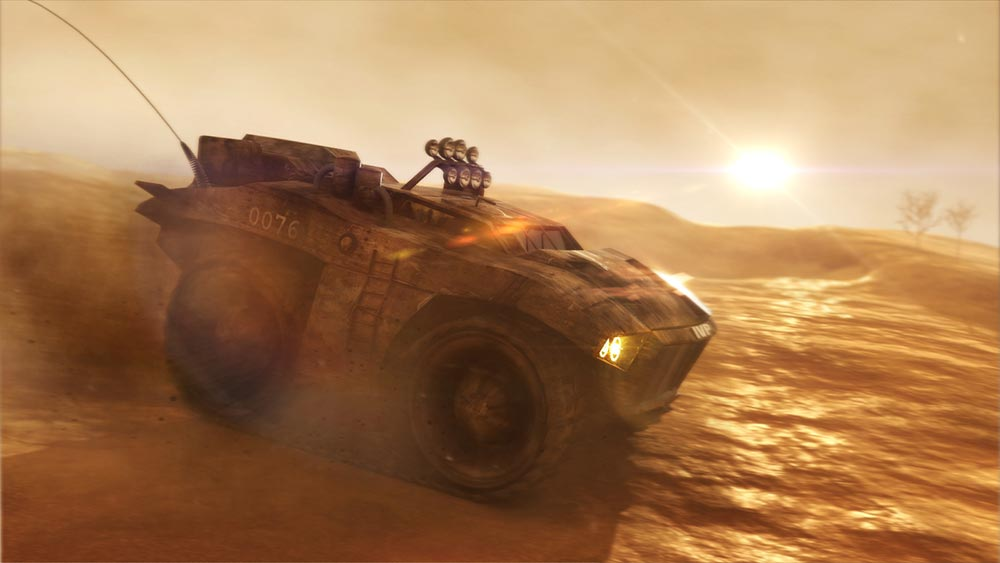
Veicolo da guerra su Marte

Altra caratteristica comune della fantascienza militare è la ricerca di una certa continuità con la cultura militare dei giorni nostri o passata, per esempio attraverso riferimenti impliciti o espliciti a guerre o battaglie storiche o l'uso di terminologia corrente adattata al contesto spaziale (per cui, per esempio, le astronavi sono classificate come incrociatori, corazzate, e via dicendo).

## Storia
Fra le prime opere di fantascienza militare viene citato Uller Uprising (1952) di H. Beam Piper. Il genere raggiunse un picco di popolarità con il celebre romanzo Fanteria dello spazio (Starship Troopers, 1959) di Robert A. Heinlein, in seguito adattato anche per il cinema nel film Starship Troopers di Paul Verhoeven.
Il riconoscimento come sottogenere a sé stante si può probabilmente ricondurre alla pubblicazione di Combat SF, a cura di Gordon Dickson (1975, ISBN 0-441-11531-4), un'antologia che comprendeva racconti di David Drake, Keith Laumer e Fred Saberhagen. Poco dopo, la pubblicazione di The Mercenary di Jerry Pournelle (1977) e della serie Slammers di Drake (1979) consolidò la posizione della fantascienza militare come un nuovo settore anche nel mercato dell'editoria.

## Autori celebri
Fra i principali autori noti per il loro contributo alla fantascienza militare si possono citare:
- Chris Bunch
- C. J. Cherryh
- Gordon R. Dickson (Ciclo dei Dorsai)
- David Drake
- Joe Haldeman (ciclo della Guerra eterna)
- Robert A. Heinlein
- Lois McMaster Bujold
- Richard Morgan
- Jerry Pournelle
- John Ringo
- Fred Saberhagen
- S. M. Stirling
- David Weber